# Julius Neubronner
Julius Neubronner (8. února 1852 Kronberg im Taunus – 17. dubna 1932 Kronberg im Taunus) byl německý lékárník, vynálezce, konstruktér a fotograf. Působil v Kronbergu u Frankfurtu a je považován za otce holubí fotografie ze vzduchu.

## Život a dílo
Okolo roku 1903 Julius Neubronner pomocí holubí pošty přijímal recepty ze sanatoria v blízkosti Falkensteinu a obratem posílal nezbytné léky o váze 75 gramů stejnou metodou zpět.
Když se jednoho dne poštovní holub ztratil v mlze a dorazil o čtyři týdny později, nechal se Neubronner inspirovat nápadem opatřit ptáka automatickou kamerou, která sledovala jeho cestu. To vedlo ke sloučení obou jeho koníčků: kombinace holubí pošty a amatérské fotografie.
Neubronner začal vyvíjet lehkou miniaturní kameru, kterou pomocí koženého postroje a hliníkového kyrysu připevnil na prsa holuba. Ptáky postupně a pečlivě připravoval na jejich zatížení. Ke snímkování ze vzduchu je odvážel Neubronner do míst, které byly i sto kilometrů daleko od místa jejich domova, nasadil jim kameru a vypustil je.
Pták obvykle letěl přímým směrem domů, asi ve výšce 50 až 100 metrů a rychlostí maximálně 15 kilometrů v hodině. Pneumatický mechanismus v kameře ovládal časové prodlevy mezi exponováním jednotlivých fotografií.
|  |  |  |

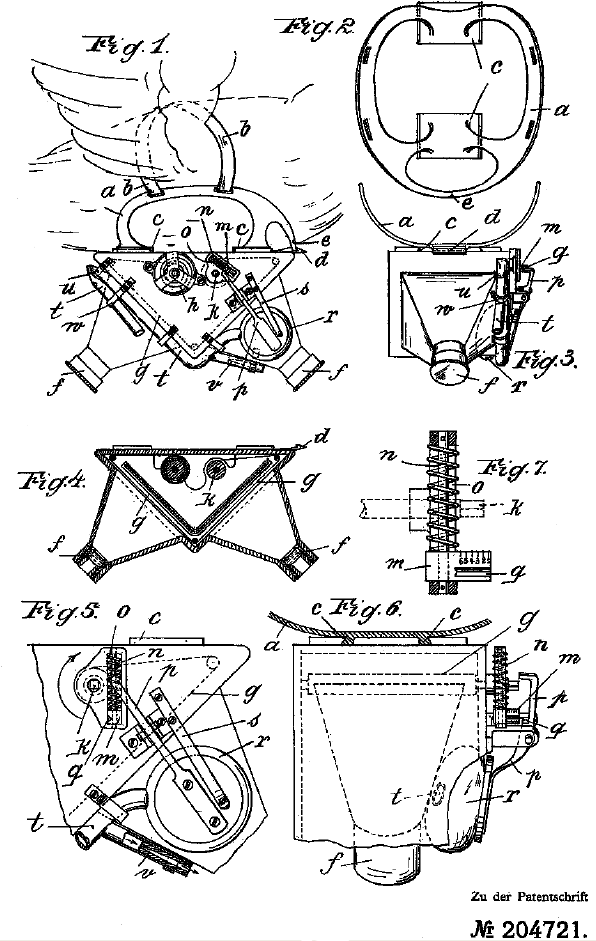
Holubí fotoaparát se dvěma objektivy (nákres patentu)

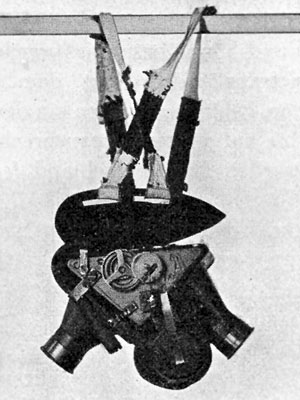
Patentovaný fotoaparát s krunýřem zavěšený na postroji

Neubronner do roku 1920 vyvinul asi tucet různých modelů svých kamer. Již v roce 1907 se snažil svůj nápad patentovat. Jeho vynález pod názvem „Příprava zařízení a způsob fotografování úseků terénu z ptačí perspektivy“ byl nejprve Císařským patentovým úřadem zamítnut jako neproveditelný, avšak po doložení záznamů fotografických výsledků byl v prosinci 1908 přijat. (Odmítnutí bylo založeno na rozšířené mylné představě o nosnosti holuba domácího.)
Následující rok Neubronner předvedl svou techniku při své účasti na Mezinárodní fotografické výstavě v Drážďanech a první Mezinárodní výstavě letectví a kosmonautiky, tehdy ještě konané ve Frankfurtu nad Mohanem. Návštěvníci v Drážďanech mohli pozorovat přilétající holuby, přinesené letecké snímky byly na tom samém místě vyvolány a vytisknuty jako pohlednice. Vynález získal v Drážďanech ocenění, stejně jako v letech 1910 a 1911 na druhé a třetí Pařížské Air Show.
Snímek zámeckého hotelu Kronberg (v té době nazývaného zámek Friedrichshof) se stal slavným, protože se na něm omylem objevily špičky holubích křídel.
Různé modely kamer byly postaveny zcela odlišně. V článku publikovaném v roce 1911 byly popsány čtyři základní typy: Obvyklý fotoaparát s jedním objektivem, druhý v uvozovkách konstruovaný jako „panoramatická kamera“, třetí fotoaparát se dvěma objektivy a nakonec fotoaparát se sekvenčním snímáním osmi po sobě jdoucích fotografií. V článku je také uvedeno, že největší a nejtěžší z nich měřil asi 10 × 6,5 cm a vážil přibližně 75 gramů.
- Fotoaparát se dvěma objektivy pořizoval dvě fotografie najednou ve formátu 5×5 cm, směrem dopředu a vertikálně směrem dolů.[10] U tohoto modelu, který je také popsán v patentovém spisu, sdílely oba objektivy společný mechanismus štěrbinové závěrky, která byla posunuta souběžně se směrem letu.[8]
- Okolo roku 1910 vyvinul Neubronner dvojitou sportovní panoramatickou kameru, která pořizovala obrázky ve formátu 3 × 8 cm. Avšak stejně jako ostatní modely, ani ona se nezačala vyrábět sériově.[11]
- Poslední model (před rokem 1920) vážil necelých 40 gramů a dokázal pořídit 12 snímků.[7]

Na známé fotografii tří holubů nesoucích své fotoaparáty (viz výše) je zcela vpravo kamera s jedním objektivem, uprostřed se dvěma objektivy a vlevo je kamera panoramatická.
V roce 1920 Neubronner musel konstatovat, že deset let jeho tvrdé práce a značných výdajů bylo odměněno pouze začleněním do encyklopedického díla Meyers Konversations-Lexikon, stejně tak jako obecného povědomí o tom, že doplňkové technologie jako je „mobilní holubník“, který je popsán níže, použil ve světové válce jeho vlastní národ.
Mezitím dorazil Neubronnerův vynález do muzeí, například je součástí sbírky Agfa-Photo-Historama v Kolíně nad Rýnem. Jeho dvojitá sportovní panoramatická kamera je v zámeckém muzeu Kronberg a také v Berlínském technickém muzeu a Německém muzeu v Mnichově.

## Využití Neubronnerova vynálezu

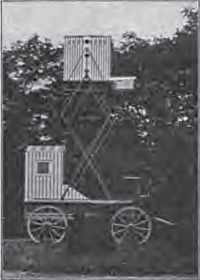
Neubronnerův mobilní holubník s temnou komorou, jak byl představován na výstavách v roce 1909

Již od začátku vynalézání provázela Neubronnera motivace vzhledem k možnosti využití ve vojenství. V době, kdy sice byl letecký fotografický průzkum možný, ale těžkopádný, protože přístroj musely nést buď balóny, draci nebo rakety. Bratři Wrightové po jejich úspěšném letu v roce 1903 otevřeli nové možnosti pro zlepšení situace v průběhu první světové války. Nicméně holubí fotografie i se všemi praktickými potížemi umožňovala pořizovat detailní snímky z menší výšky.
Pruské ministerstvo války o holuby zájem projevilo, a i když bylo zpočátku skeptické, nedůvěra zmizela po řadě úspěšných demonstracích. Holubi se ukázali být poměrně lhostejní k výbuchům, ale o něco horší byla skutečnost, že jim trvalo dlouho, než si po přesunu zvykli na nové místo svého mobilního holubníku.
Tento problém dokázala s jistým úspěchem a minimálním časem na přivyknutí na nový domov řešit italská armáda kolem roku 1880. Francouzské dělostřelectvo v čele s kapitánem Reynaudem to řešilo zvýšením holubů v mobilním holubníku.
Není však jasné, jestli o této činnosti Neubronner věděl. Nicméně věděl, že musí existovat řešení, jak slyšel od jednoho pouťového pracovníka, který s sebou vozil holuby v holubníku ve svém karavanu. Již na výstavách 1909 v Drážďanech a ve Frankfurtu Neubronner vystavoval kombinovaný mobilní holubník s temnou komorou. Během několikaměsíční namáhavé práce trénoval malá holoubata, aby se vracela do holubníku i poté, co s ním přejel na jiné místo.

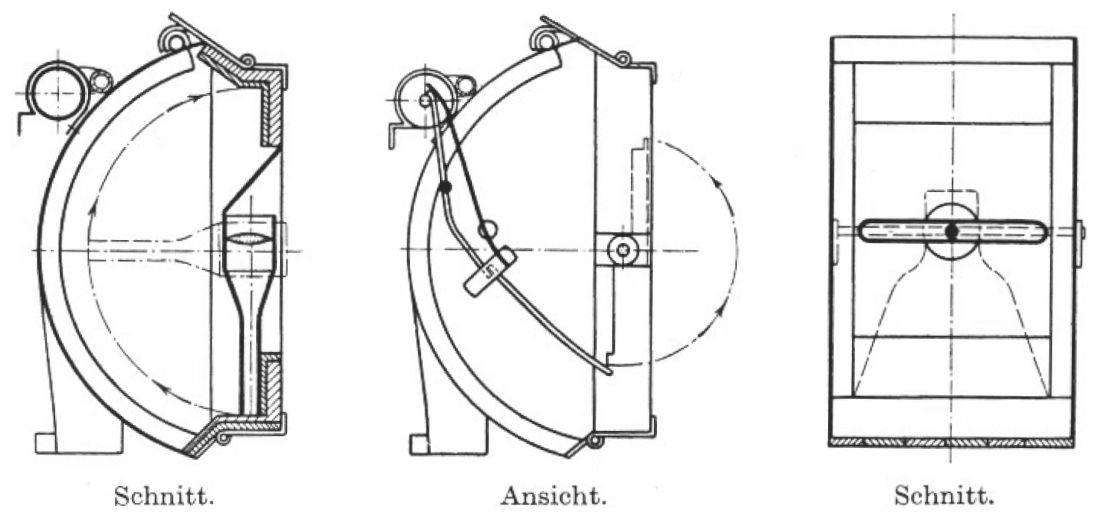
Schéma dvojité sportovní panoramatické kamery

V roce 1912 ukončil Neubronner úkol (započatý v roce 1909) snímkování vodního díla v berlínském Tegelu, při kterém používal pouze svůj mobilní holubník. Po téměř deseti letech vyjednávání bylo naplánováno pokračování na konec srpna 1914 s praktickou zkouškou ve Štrasburku, po němž mělo následovat státní odkoupení vynálezu. Plány však byly zmařeny vypuknutím války. Neubronner měl poskytnout všechny své holuby a zařízení pro vojenské účely, které bylo testováno na bojišti s uspokojivým výsledkem.
Nakonec se průzkum ze vzduchu pomocí holubů nemohl „odlepit od země“. Na druhou stranu se však v rámci nových pravidel opotřebovávací války se ujal válečný holub své tradiční role poštovního holuba. Neubronnerův mobilní holubník našel své uplatnění v bitvě u Verdunu, ve které se ukázal tak výhodný, že byl znovu použit ve větší míře v bitvě na Sommě. Po válce však dostal Neubronner z ministerstva války dopis, že použití holubů při leteckém snímkování nebylo pro armádu hodnotné a další pokusy nebyly opodstatněné.